# Crayon Shin-chan - Buriburi ōkoku no hihō
Crayon Shin-chan - Buriburi ōkoku no hihō (クレヨンしんちゃん ブリブリ王国の秘宝?, Kureyon Shin-chan - Buriburi ōkoku no hihō, letteralmente "Crayon Shin-chan - Il tesoro del regno Buriburi") è un film d'animazione del 1994 diretto da Mitsuru Hongo.
Si tratta del secondo film basato sul manga e anime Shin Chan. Come per gli altri film basati sulla serie, non esiste un'edizione italiana del lungometraggio.

## Trama
Tutto inizia quando Shin-chan vince un viaggio per il Regno del culo, un'isola tropicale dell'Oceano Indiano, e ci va con tutta la famiglia a seguito. Una volta in vacanza, a bordo dell'aereo, i tre subiscono un tentato rapimento da parte dell'esercito del Serpente bianco, che tenta di rapire Shinnosuke. I Nohara riescono a sfuggire all'esercito, ma finiscono in una giungla. Da quel momento iniziano le avventure e le disavventure della famiglia Nohara nel tentativo di andarsene. Ad un certo punto trovano un treno, ma ad aspettarli c'è l'esercito del Serpente bianco, che, dopo un inseguimento, riesce a catturare Shin-chan. Hiroshi e Misae, grazie all'aiuto dell'agente Lulu, vanno così in cerca dell'esercito del Serpente bianco.
L'esercito è andato nel territorio sacro del Regno del culo alla ricerca del tesoro. Per fortuna, l'agente Lulu trova il modo di localizzarlo e lo segue insieme ai genitori di Shin-chan.
Quando entrambe le fazioni arrivano al tesoro, si scatena una lotta che lascia illesa e salva la famiglia Nohara.

## Personaggi e doppiatori
| Personaggio       | Doppiatore     |
| ----------------- | -------------- |
| Shinnosuke Nohara | Akiko Yajima   |
| Hiroshi Nohara    | Keiji Fujiwara |
| Misae Nohara      | Miki Narahashi |
| Masao Sato        | Mie Suzuki     |
| Nene Sakurada     | Tamao Hayashi  |
| Tooru Kazama      | Mari Mashiba   |
| Boo               | Chie Satou     |
| Midori Yoshinaga  | Yumi Takada    |

## Distribuzione

### Edizioni home video
In Giappone il film è stato distribuito in VHS il 25 aprile 1995 e in DVD il 25 aprile 2003.